# نقولا حداد
نقولا حداد (1878-1954م) هو صحفي وعالم وشاعر، ولد في صيدا بلبنان ودرس الصيدلة في «الكلية البروتستانتية السورية» (الجامعة الأميركية في بيروت فيما بعد) ثم هاجر من بعد إلى مصر واستقر بها. عمل في الصحافة فحرّر في جريدة الأهرام وغيرها. سافر إلى نيويورك عام 1907 واشترك مع فرح أنطوان في إصدار الجامعة. عاد إلى القاهرة واشترك مع زوجته روز أنطوان حداد في إصدار مجلة السيدات والرجال التي ظلت تصدر اثني عشر عاماً. رأس تحرير المقتطف (1949- 1950)، وله طائفة كبيرة من المؤلفات أبرزها «علم الاجتماع» و«هندسة الكون بحسب ناموس النسبية». له مجموعة كبيرة من الروايات والمسرحيات بين المؤلفة والمترجمة. عمل على ترويج أفكاره من خلال مطبوعتي المقتطف والهلال اللتان تأسّستا على التوالي عامي 1876 و1892م. وقد وصف نقولا حداد بأنه «من طلائع النهضة العربية».

## مسيرته
ولد عام 1878م في قرية «جون» بلبنان، تلقّى تعليمه الابتدائي في مدرسة صيدا الأمريكية، حيث درس مبادئ العلوم والتاريخ والهندسة واللغة العربية نحوًا وصرفًا، ثم عَلَّم نفسه اللغة الإنجليزية، ثم درس الصيدلة ونال شهادتها 1902 م، وبعدها تفرّغ لدراسة نظرية النسبية.
عَمِل مدرسًا في المدارس الأمريكية القروية بريف لبنان، ثم في مدارس «صيدا»، وعمل بعدها مُحررًا في جريدة «الرائد المصري» بالقاهرة مدة ثلاث سنوات، ثم مُحررًا في عدد من الصحف المصرية، كالأهرام والمحروسة. أنشأ جريدة المحبة المدرسية في «صيدا»، وجريدة الحكمة المدرسية في «بيروت».
سافر حداد إلى الولايات المتحدة الأمريكية برفقة «فرح أنطون» لإصدار جريدة «الجامعة» اليومية في نيويورك، ولكنهما لم يوفّقا، فعمل في التجارة مدة سنتين، ثم عاد إلى مصر فأنشأ صيدلية، فضلًا عن عمله بالتحرير في الأهرام و«مجلة السيدات والرجال» التي أنشأتها زوجته «روز أنطون»، كما عاون «يعقوب صروف» في تحرير «المقتطف». ووفقا للباحث محمد أبو بكر، فقد كان نقولا حداد صاحب مشروع تنويري، و«أحد المبشرين بأفكار الحداثة الأوروبية في العلم والفكر والفلسفة»، واعتبر أن الانقلاب العثماني وتمكين الدستور قد مثلا له أهميةً خاصة جعلته يقرر العودة من الولايات المتحدة الأمريكية إلى مصر «أملاً في انطلاقةٍ جديدة صوب التنوير والحرية للشعوب العربية».
عندما تأسس الحزب الاشتراكى المصري لم ينضم نقولا حداد إليه بل اكتفى بالتأييد من بعيد، فهو -وفقا لرفعت السعيد- رجل لا يحب أن يقيد نفسه بقيود حزبية، ويخمن السعيد أنه على الأرجح لم يكن معجبا بتركيبة القيادة الحزبية فيه أو لم يعتقد بإمكانية استمراره ملتزما بالبرنامج الذي أصدره.
توفي «نقولا حداد» في عام 1954م، ونعاه بعض الأدباء بالكتابة عنه مثل وداد سكاكيني ووديع فلسطين. وصدر في سنة 2013 كتاب لسلمى مرشاق عن نقولا حداد بعنوان «نقولا الحداد: الأديب العالم». ويشكل الكتاب «رؤية بانورامية لمسيرة نقولا الحداد العلمية والأدبية، ترصد أهم كتاباته ومساهماته في النهضة الثقافية العربية والمصرية، وأهم الكتابات التي تناولت أعماله».

### شعره
وفقا لمعجم البابطين، فقد غلب الطابع الفلسفي العلمي على قصائد نقولا حداد، «فنظم بعض حقائق العلم واصفًا ومفصلاً القول في عدد من الموضوعات ذات الصفة التشريحية كالعين والدماغ والقلب وغيرها، باسطًا كل ما يدور في عالم كل منها، وراصدًا المجال الإبداعي لها والخيوط الواصلة بين طبيعتها المادية والمعنوية. عبارته قوية، ومعانيه محكمة، ومع حرصه على استقلال البيت فإن الرابطة بين الأبيات محكومة بمنطق وخيال في تواز بديع، وتدل منظوماته على اتساع معجمه وإحكام قوافيه». وترى سلمى مرشاق سليم أن: "الحداد نظم ما نظم استكمالاً منه لصورة الأديب الذي يجمع بين الشعر والنثر". وبينما خصص الحداد بعض منظوماته لأغراض علمية كوصف العين والقلب، فإن الغالب عليه، حتى في مواضع العاطفة هو تغليب العقل على ما سواه ويتجلى ذلك بوضوح في رثائه لإبراهيم الجمال أو لفرح أنطوان على سبيل المثال، حيث يتقدم "الحزن العقلي" على الحزن".

## مؤلفاته
له العديد من الكتابات الروائية والدراسات بلغت نحو 60 كتابا، فهو صاحب إنتاج أدبي وفير، وله عدد من المقالات نشرت في جرائد «المقتطف»، و«الهلال»، و«الجامعة»، و«الأديب»، و«الرائد المصري»، وله قصائد نشرت جميعها في مجلة الضياء منها؛ «الحمامة المفقودة»، و«عالم العين»، و«عالم الدماغ»، و«عالم القلب»، ومن بين كتبه ومقالاته المنشورة:
- «فرعونة العرب عند الترك».[17]
- أسرار الحياة الزوجية (ترجمة)[18]
- تاريخ أساس الشرائع الإنجليزية أو سنة الارتقاء في نظام الحكومة الإنجليزية (ترجمة)[19]
- حركات السيدات في الإنتخابات، أو، أي هو بني، المطبعة العربية، القاهرة، 1927.[20]
- مناهج الحياة: السعي، العمل، الاقتصاد: بهذه الثلاثة تنال الثروة، وكالة الصحافة العربية، القاهرة.[21]
- «جمعية إخوان العهد: تبحث في انشقاق العرب عن الترك استعدادا لتكوين الاتحاد العربي العام وتاهبا لانشاء دولة عربية عظمى في المستقبل»، 1923.[22]
- الحقيبة الزرقاء، رواية عصرية أدبية غرامية.[23]
- «وداعًا أيها الشرق: الترك يتركون الخلافة للعرب والشرق لاهله ويبتغون الاندماج بالغرب».[24]
- ثورة في جهنم.[25]
- فاتنة الإمبراطور: فرانسوا جوزيف انبراطور النمسا السابق وعشيقته كاترين شراط، وكالة الصحافة العربية.[26]
- «آدم الجديد»، الابتكار للنشر والتوزيع.[27]
- رواية نبية لبنان وملك فينيقيا الجديد، مصر، 1925.[28]
- زغلولات مصر، أو، مظاهرات السيدات: أبطالها سيدات، جمعت بين الفكاهة والدرس الأخلاقي الاجتماعي، وقائع مدهشة وحوادث غريبة ومفاجآت مؤثرة ومباغتات غير منتظرة ومواقف حرجة، أخلاق نبيلة ومبادئ سامية، المطبعة اليوسفية، القاهرة.[29]
- من عرابي إلى زغلول: ابلغ درس في الوطنية على يد الحب الطاهر، مطبعة ومكتبة الشباب، 1928.[30]
- الحب والزواج بحث فلسفي في شرائع الحب والزواج ومبادئهما الطبيعية والأدبية، 1901.[31]
- علم الاجتماع: حياة الهيئة الاجتماعية وتطورها، دار الرائد العربي، بيروت، 1982.[32]
- تيار الرأي العام: هل هناك رأى عام حقيقي، 1936.[33]
- «الصديق المجهول»
- بنت من يهوى، 1906.[34]
- التفاضل والمساواة بين الناس: الحق والبطل فيهما: في الاجتماع. والشريعة. والدستور. والاقتصاد: التفاضل الاجتماعي، 1906.[35]
- الحرب العوان في جسم الإنسان: اكتشاف غريب للدكتور ريط الإنكليزي، 1907.[36]
- حقوق العمال وأصحاب المال: توزيع الثروة، 1907.[37]
- حب: فلسفة الأزياء في حرفين، 1934.[38]
- قيمة العملة والسلع والأجور تسير على ناموس النسبية، 1933.[39]
- مخترع سوري: باشمهندس جبل لبنان سابقا: «الحركة الدائمة في اختراع صغير في كوني آيلند كاختراعه»، 1907.[40]
- تأثير المهاجرة على العقول القاصرة: (يوسف وندى بين أمريكا والشام)، 1906.[41]
- العائلة في أمريكا: إما التضامن العائلي أو الفساد، 1907.[42]
- حواء الجديدة.[43]
- دولة سيدات في مملكة نساء.[44]
- علم أدب النفس: أوليات الفلسفة الأدبية، المكتبة العصرية، بغداد، 1928.[45]
- هوكر المحتال الأمريكي العظيم.[46]
- «جذور الاشتراكية»، دار الطليعة، بيروت، 1964.[47]
- ترانيم ميلادية.[48]
- ذكرا وأنثى خلقهم، أو، مرشد الشبيبة، القاهرة، 1927.[49]
- تطور الأمم بحسب النواميس الطبيعية العامة وما يكون من هذا التطور بعد الحرب، 1914.[50]
- المقدس: سر ما هو كائن وما سيكون، القاهرة، 1930.[51]
- عقاب الحب وصفح الحنو، 1906.[52]
- الضرائب عدالتها وحيفها : بحث اقتصادي عمراني، 1906.[53]
- «هندسة الكون حسب ناموس النسبية»، 1937.[54]
- فقرنا في الثقافة العلمية لا يعوضه غنانا في الثقافة الأدبية، 1934.[55]
- مناظرة في التفاضل والمساواة، 1906.[56]
- «فلسفة الوجود»، وكالة الصحافة العربية.[57]
- عقيدتي في الأحلام، 1934.[58]
- ليت الشباب يعود : ذاتيتان في شخص واحد، 1950.[59]
- شر أقوى من الحب، 1906.[60]
- سند الديمقراطية : الزمام بيد الأقلية، 1936.[61]
- العالم الجديد : رواية العجائب والغرائب الأمريكية، القاهرة، 1925.[62]
- عالم الذرة، أو، الطاقة الذرية والقنبلة الذرية، 1948.[63]
- جاذبية نيوتن.[64]
- الزهرة الحمراء، مكتبة ومطبعة الشعب، القاهرة.[65]
- «الديمقراطية مسيرها ومصيرها».

## وصلات خارجية
- قائمة مقالاته في أرشيف الشارخ

- نقولا حداد - مؤسسة هنداوي للتعليم والثقافة